# TVアニメ『らき☆すた』エンディングテーマ集 〜ある日のカラオケボックス〜
『TVアニメ『らき☆すた』エンディングテーマ集 〜ある日のカラオケボックス〜』（テレビアニメらきすたエンディングテーマしゅう あるひのカラオケボックス）は、2007年7月11日にランティスから発売された、テレビアニメ『らき☆すた』のエンディングテーマ集。

## 概要
テレビアニメ『らき☆すた』のエンディングテーマ集第1 - 12話のエンディングテーマを収録したアルバム。アニメ本編の登場人物である泉こなた（声：平野綾、以下同）、柊かがみ（加藤英美里）、柊つかさ（福原香織）、高良みゆき（遠藤綾）の4人がカラオケボックスで歌っているという設定で、彼女らの掛け合いと歌う歌が収録されている。CDでは、実際にエンディングに使われたもの（ドラマパート）と、1曲完全に歌ったもの（歌パート）の両方が収録されている。
オリコン週間チャートでの最終的な枚数は57,235枚で、『らき☆すた』関連CDとしてはアルバムとして1位、シングルを含めても3位の売り上げを記録している。

## 収録曲
前半12トラックがドラマパート、後半13トラックが歌パートである。
1. 第一話 宇宙鉄人キョーダイン [1:30]
歌：泉こなた
2. 第二話 勝利だ!アクマイザー3 [1:30]
歌：泉こなた
3. 第三話 それが、愛でしょう [1:30]
歌：泉こなた
4. 第四話 セーラー服と機関銃 [1:30]
歌：柊かがみ
5. 第五話 CHA-LA HEAD-CHA-LA [1:30]
歌：泉こなた
6. 第六話 バレンタイン・キッス [1:30]
歌：柊つかさ
7. 第七話 地上の星 [1:30]
歌：高良みゆき
8. 第八話 MONKEY MAGIC [1:30]
歌：泉こなた
9. 第九話 木枯らしに抱かれて [1:30]
歌：泉こなた
10. 第十話 I'm proud [1:30]
歌：柊かがみ
11. 第十一話 ドラえもんのうた [1:30]
歌：泉こなた、柊かがみ、柊つかさ、高良みゆき
12. 第十二話 負けないで [1:30]
歌：泉こなた、柊かがみ、柊つかさ、高良みゆき[注 1]
13. 宇宙鉄人キョーダイン（1976年） [2:55]
歌：泉こなた
作詞：石ノ森章太郎、作曲・編曲：菊池俊輔
14. 勝利だ!アクマイザー3（1976年） [3:10]
歌：泉こなた
作詞：石ノ森章太郎、作曲・編曲：渡辺宙明
15. それが、愛でしょう（2003年） [5:11]
歌：泉こなた
作詞：下川みくに、作曲・編曲：SIN
16. セーラー服と機関銃（1982年） [4:28]
歌：柊かがみ
作詞:来生えつこ、作曲:来生たかお、編曲:星勝
17. CHA-LA HEAD-CHA-LA（1989年） [3:17]
歌：泉こなた
作詞：森雪之丞、作曲：清岡千穂、編曲:山本健司
18. バレンタイン・キッス（1986年） [3:32]
歌：柊つかさ[注 2]
作詞：秋元康、作曲 瀬井広明、編曲:佐藤準
19. 地上の星（2000年） [5:09]
歌：高良みゆき
作詞・作曲：中島みゆき、編曲:瀬尾一三
20. MONKEY MAGIC（1979年） [4:46]
歌：泉こなた
作詞：奈良橋陽子、作曲：タケカワユキヒデ、編曲：Mickie Yoshino
21. 木枯しに抱かれて（1987年） [3:40]
歌：泉こなた
作詞・作曲：高見沢俊彦、編曲:井上鑑
22. I'm proud（1996年） [5:32]
歌：柊かがみ
作詞・作曲・編曲：小室哲哉
23. ドラえもんのうた（1979年） [2:59]
歌：泉こなた、柊かがみ、柊つかさ、高良みゆき
作詞：楠部工、補作詞：ばばすすむ、作曲・編曲：菊池俊輔
24. 行け!ゴッドマン（1973年） [2:53]
歌：泉こなた[注 3]
作詞：藤公之介、作曲：山下毅雄、編曲:広瀬雅一
25. 負けないで（1993年） [3:44]
歌：泉こなた、柊かがみ、柊つかさ、高良みゆき
作詞：坂井泉水、作曲：織田哲郎、編曲:葉山たけし

## スタッフ
- 歌い手：平野綾、加藤英美里、福原香織、遠藤綾
- 企画：伊藤敦
- 製作：斎藤滋
- 脚本・演出：山本寛
- 音響製作：鶴岡陽太
- 原画：堀口悠紀子
- 着色：三浦理奈
- 背景：田村せいき
- デザイン：オーバードライブデザイン
- 宣伝：松村起代子、鈴木めぐみ、岩下由希恵（ランティス）
- 販促：木戸健介、杉谷恵美（ランティス）
- デスク：木川ひとみ、山崎彩、濱田邦子（ランティス）
- プロデューサー：斎藤滋（ランティス）
- サンクス：らっきー☆ぱらだいす、角川書店、京都アニメーション
- スペシャルサンクス：テレビ朝日ミュージック、日本テレビ音楽、バーニングパブリッシャーズ、フジパシフィック音楽出版、ミリカ・ミュージック、ヤマハ音楽振興会
- エグゼクティブプロデューサー：井上俊次（Lantis）

## 備考
「MONKEY MAGIC」
8曲目と20曲目の「MONKEY MAGIC」は、正確には「THE BIRTH OF THE ODYSSEY〜MONKEY MAGIC」という曲で、ドラマ｢西遊記｣オープニングの「天地創造から孫悟空誕生」までに使用された「THE BIRTH OF THE ODYSSEY」という曲（この中でこなたが「マチャアキの孫悟空よかったなあ」と言うとつかさが「あれ?慎吾ちゃんじゃなくて?」と返すとこなたが「それは3度目のリメイク」と返している。そのやり取りを聞いていたかがみがこなたに対して「何歳だよ、アンタ!」とツッコミが入る）の後に、ゴダイゴ（元歌の歌唱バンド）のベースのスティーヴ・フォックス（ライブでは、ドラムのトミー・スナイダーが主にやっている）の「アチャー!」の叫び声（こなたが真似していた。その直後にかがみから「またシャウトか!」とツッコミが入る）とともに「MONKEY MAGIC」に入る。これはアルバム『MAGIC MONKEY（西遊記）』のバージョンである。このため歌が始まるまで1分以上かかり、ドラマパートではかがみからは「長いイントロね」と言われているが、通常の「MONKEY MAGIC」では、「アチャー!」から始まるため、それほど時間はかからない（また、こなたが「ここで、芥川先生の名ナレーションが流れるんだよ」と言うとかがみが「知らないって!」とツッコミが入る）。これは後述の通り歌詞が全て英語であり、ドラマパートではこなたが歌が始まった後に即切りするため、通常の「MONKEY MAGIC」では短過ぎるからであると思われる。また「THE BIRTH OF THE ODYSSEY」はミッキー吉野が作曲したため、この曲はタケカワが全て作曲したわけではない。
「宇宙鉄人キョーダイン」「勝利だ!アクマイザー3」
小説版では、「キョー（キョーダイン）」「ア（アクマイザー3）」で「ニ」の京アニとならなかった事に対し、小説版のこなたがアニメ版のこなたにガッカリするシーンが存在する。また、偶然にも、『仮面ライダーフォーゼ THE MOVIE みんなで宇宙キターッ!』『仮面ライダー×仮面ライダー ウィザード&フォーゼ MOVIE大戦アルティメイタム』と、『仮面ライダーフォーゼ』の映画作品ではキョーダインとアクマイザーが本作と同じ順番で敵としてリメイクされている。
「木枯しに抱かれて」
本作では泉こなた演じる平野綾がカバーしているが、平野はアイドルユニット「Springs」時代の2003年にも「木枯しに抱かれて」をカバーしたことがある。本作のアウトロで「色々とゆかりがある曲でして」「何個かキーあげたやつがよく覚えてるやつで」と言っているのは、このことである。
「セーラー服と機関銃」
アニメでは作曲者が「来生たかを」となっているが、これは間違いで、正しくは「来生たかお」である。
「CHA-LA HEAD-CHA-LA」
5曲目の開始時点などに言っている「KAGE」とは「影山ヒロノブ」の別名義。ただし、この名義を使ったのは、『電撃戦隊チェンジマン』関連の楽曲をうたった時点（1985年）であり、「CHA-LA HEAD-CHA-LA」を発表した際（1989年）は影山ヒロノブ名義。
本アルバムが発売されたのと同年10月3日発売の「百歌声爛 女性声優編」では、加藤英美里が「CHA-LA HEAD-CHA-LA」をカバーしている。
「地上の星」
7曲目の「地上の星」の前、こなたが高良みゆきに「想い出がいっぱい」をリクエストしているが、これはこの曲が主題歌だった『みゆき』との「みゆきつながり」からのリクエスト。「地上の星」のイントロとともに、こなたが「こっちのみゆきつながりか」と言っているが、先述の『みゆき』の件とともに、この曲「地上の星」が作詞・作曲の中島みゆきとの「みゆきつながり」である事を指している。